# Lubor Kvaček
Lubor Kvaček (* 19. března 1972, Brno) je český tanečník, bývalý sólista baletu a jevištní mistr Národního divadla.

## Život
Pro svůj talent byl na základní škole vybrán ke studiu na Taneční konzervatoři Brno, kde dokončil studium v roce 1990.
Po studiích nastoupil do Slovenského národního divadla, kde byl v letech 1990 až 1993 sólistou baletu. Po rozdělení Československa byl v letech 1993 až 1994 členem Armádního uměleckého souboru, odkud přešel v roce 1994 do Národního divadla Brno. Sólistou zde byl v letech 1995–1996; v divadelní sezóně 1996/1997 se stal sólistou v Národním divadle v Praze. Poté byl členem Pražského komorního baletu, v roce 2002 se vrátil zpět do pražského Národního divadla.
Kvůli poranění Achillovy šlachy během turné v Americe musel ukončit svou taneční kariéru a do 31. března 2012 působil jako asistent režie Baletu Národního divadla, než dostal nabídku jevištního mistra; tuto funkci vykonává dodnes (2022).
Díky svým lehkým a vysokým skokům a rotační a briové technice ztvárnil role jako například Svatojánka v Broučcích, Smrt v Dívce a smrti, Peruánce v Gaité Parisienne, Smrt v Chlapci a smrti, Anděla, Smrt a Ďábla v Janě z Arku na hranici, Šaška v Labutím jezeře, Alana v Marné opatrnosti, Baghíra v Mauglím, Lucifer v Pojďte s námi do pohádky, Šaška v Popelce, Melota v Příběhu o Tristanovi a Isoldě, Ohniváka v Ptákovi Ohnivákovi, Benvolia v Romeovi a Julii a měl sólo v Polní mši, Sonátě L. Janáčka, Slovanských dvojzpěvech a ve Stmíváníčku.
Za roli Peruánce v baletu Gaité Parisienne v Národním divadle Brno byl nominován na cenu Thálie v oboru balet, pantomima a současný tanec. Tu obdržel za rok 2001 za roli Rabína v inscenaci Golem v Pražském komorním baletu.